# Mithridates II av Kommagene
Mithridates II av Kommagene, död 20 f.Kr., var regerande kung av Kommagene mellan 31 f.Kr. och 20 f.Kr.